# Gomenella
Gomenella is een geslacht van halfvleugeligen (Hemiptera) uit de familie witte vliegen (Aleyrodidae), onderfamilie Aleyrodinae.
De wetenschappelijke naam van dit geslacht is voor het eerst geldig gepubliceerd door Dumbleton in 1961. De typesoort is Gomenella multipora.

## Soorten
Gomenella omvat de volgende soorten:
- Gomenella dryandrae (Takahashi, 1950)
- Gomenella multipora Dumbleton, 1961
- Gomenella reflexa Dumbleton, 1961